# Koa Koa
Koa Koa (auch: Coa Coa oder Khoa Khoa) ist eine Streusiedlung im Departamento Potosí im südamerikanischen Anden-Staat Bolivien.

## Lage im Nahraum
Koa Koa ist zweitgrößte Ortschaft des Kanton Betanzos im Municipio Betanzos in der Provinz Cornelio Saavedra. Die Ortschaft liegt auf einer Höhe von 3317 m am Zusammenfluss des Río Coa Coa mit dem Río Lica Lica, der flussabwärts den Namen Río Tambo Mayu trägt.

## Geographie
Koa Koa liegt zwischen dem bolivianischen Altiplano im Westen und der Cordillera Central im Osten. Das Klima der Region ist ein typisches Tageszeitenklima, bei dem die Temperaturschwankungen im Tagesverlauf stärker ausfallen als im Jahresverlauf.
Die Jahresdurchschnittstemperatur in den Tallagen der Region beträgt etwa 17 °C (siehe Klimadiagramm Betanzos), die Monatswerte schwanken nur unwesentlich zwischen 14 °C im Juni/Juli und 19 °C von November bis Januar. Die jährliche Niederschlagsmenge liegt bei knapp 500 mm, die Monate Mai bis September sind arid mit Monatswerten unter 15 mm, nur im Januar wird ein Niederschlag von 100 mm erreicht.

## Verkehrsnetz
Koa Koa liegt in einer Entfernung von 38 Straßenkilometern östlich von Potosí, der Hauptstadt des Departamentos.
Durch Potosí führt die überregionale Nationalstraße Ruta 5, die von La Palizada im Departamento Santa Cruz über Sucre und Betanzos nach Potosí, Ticatica, Pulacayo und Uyuni bis an die Grenze von Chile führt. Am westlichen Stadtrand von Betanzos zweigt eine Landstraße in nordwestlicher Richtung von der Ruta 5 ab, folgt dem Río Tambo Mayu nach Norden und erreicht nach sieben Kilometern Koa Koa.

## Bevölkerung
Die Einwohnerzahl der Ortschaft ist in den vergangenen beiden Jahrzehnten um fast ein Drittel zurückgegangen:
| Jahr | Einwohner         | Quelle       |
| ---- | ----------------- | ------------ |
| 1992 | keine Detaildaten | Volkszählung |
| 2001 | 743               | Volkszählung |
| 2010 | 556               | Volkszählung |
| 2024 |                   | Volkszählung |